# Серебряный (Малоархангельский район)
Серебряный — посёлок в Малоархангельском районе Орловской области России. Входит в состав Октябрьского сельского поселения.

## География
Посёлок находится в южной части Орловской области, в лесостепной зоне, в пределах Среднерусской возвышенности, к югу от автодороги 54К-8, на расстоянии примерно 2 километров (по прямой) к востоку-юго-востоку от города Малоархангельска, административного центра района. Абсолютная высота — 220 метров над уровнем моря.

### Климат
Климат умеренно континентальный, с умеренно холодной продолжительной зимой и тёплым летом. Среднегодовая температура воздуха — 4,9 °C. Средняя многолетняя температура самого холодного месяца (января) составляет −8,7 °С (абсолютный минимум — −40 °C), средняя температура самого тёплого (июля) — 15 — 20 °С (абсолютный максимум — 42 °С). Безморозный период длится в среднем 140—145 дней. Среднегодовое количество осадков составляет около 550 мм, из которых большая часть выпадает в тёплый период. Устойчивый снежный покров устанавливается в первой половине декабря и держится в течение 118—133 дней.

### Часовой пояс
Посёлок Серебряный, как и вся Орловская область, находится в часовой зоне МСК (московское время). Смещение применяемого времени относительно UTC составляет +3:00.

## Население
| 2010 |
| ---- |
| 1    |

### Национальный состав
Согласно результатам переписи 2002 года, в национальной структуре населения русские составляли 89 % из 9 чел.